# Päronrost
Päronrost, Gymnosporangium sabinae (eller  ofta G. fuscum), är en rostsvamp som först beskrevs av James Dickson 1785, och fick sitt nu gällande namn av Georg Winter 1884. Gymnosporangium sabinae ingår i släktet Gymnosporangium och familjen Pucciniaceae.   Inga underarter finns listade i Catalogue of Life.
Päronrosten behöver två olika växtslag för att utvecklas och förökas, den "värdväxlar". Päronrost har arter av ensläktet Juniperus (exempelvis kinesisk en och sävenbom, men ej den i Nordeuropa naturligt förekommande vildväxande enen) som vintervärdar och päron är den vanligaste sommarvärden.
Artnamnet sabinae är genitiv av sävenbomens artnamn  (Juniperus) sabina.

## Källor

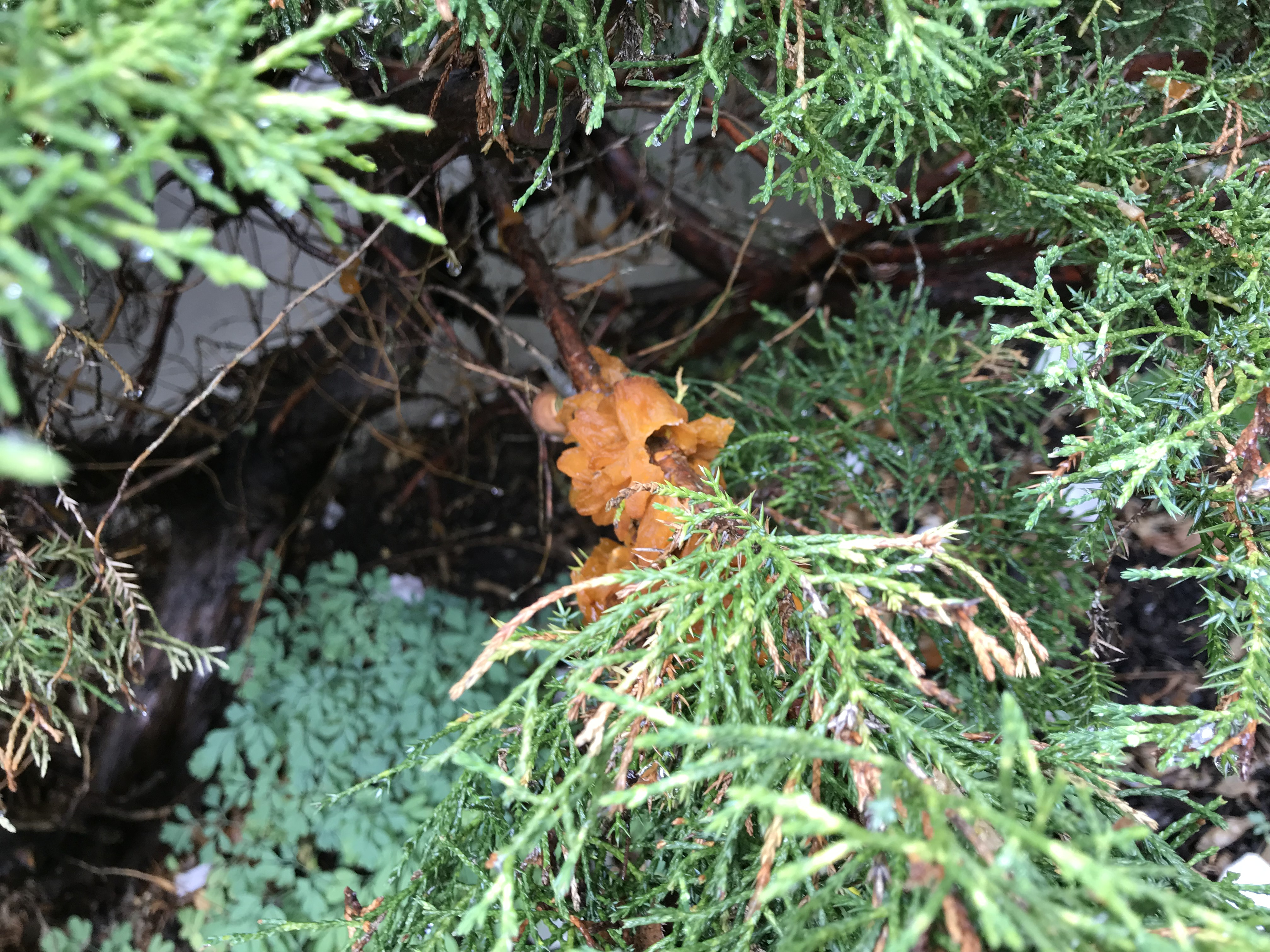
Päronrost på trädgårdsen.
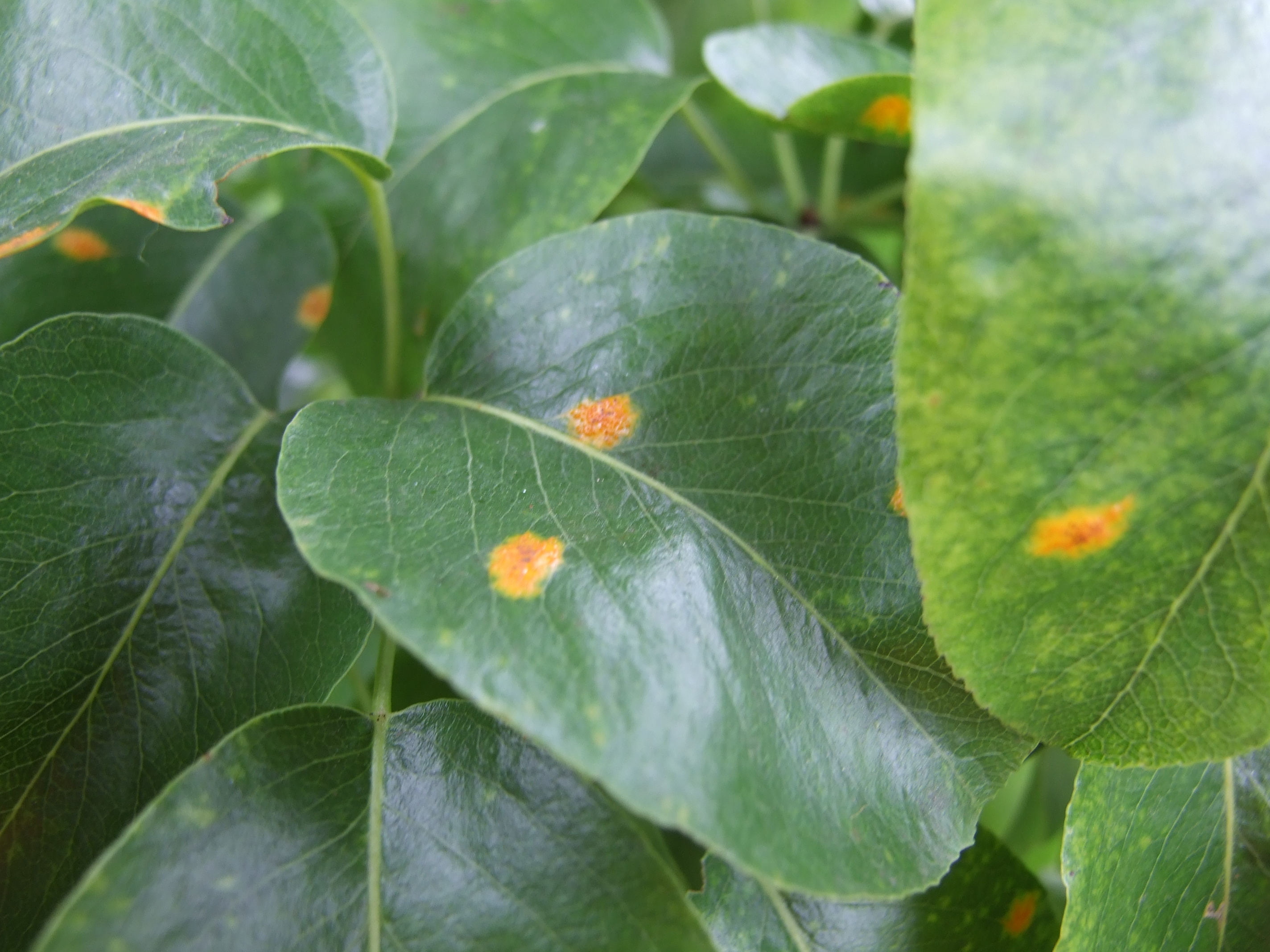
Päronrost på päronträd.
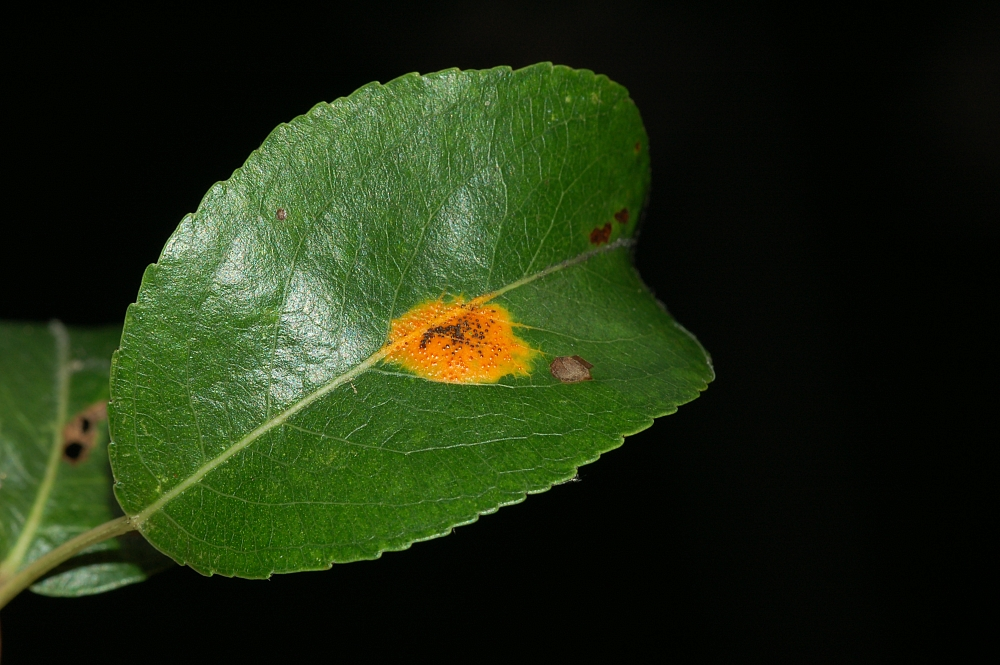
Päronrost på päronträd.
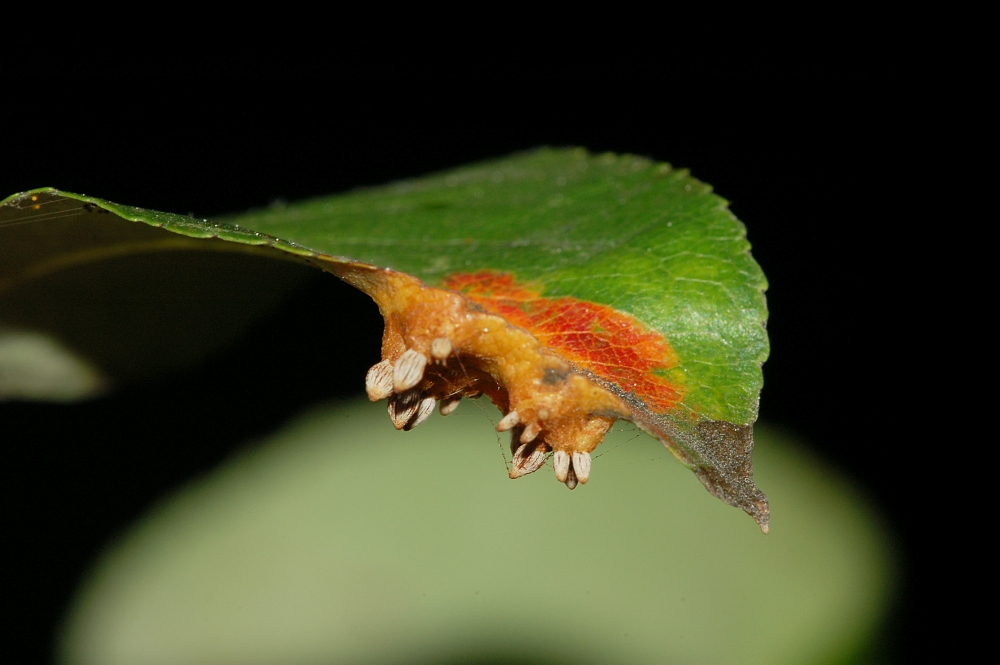
Päronrost på päronträd.